# Головне військово-медичне управління ЗС України
Головне військово-медичне управління — орган управління медичної служби Збройних сил України у 2018—2020 роках. Підпорядковувалось Міністру оборони України. З питань планування, застосування, управління силами і засобами медичної служби Збройних Сил та їх підготовки було у підпорядкуванні начальника Генерального штабу — Головнокомандувача Збройних Сил України.

## Основні функції
Орган військового управління, який призначений для організації медичного забезпечення Збройних сил України, управління медичною службою Збройних сил, участі у забезпеченні реалізації державної політики в галузі охорони здоров'я військовослужбовців, членів їх сімей, ветеранів війни та інших категорій громадян, визначених законодавством України.
Сформоване, як єдиний орган управління медичним забезпеченням відповідно до спільної Директиви Міністерства оборони України та Генерального штабу ЗС України в січні 2018 року на базі Центрального військово-медичного управління Збройних Сил України (перебувало у підпорядкуванні Генерального штабу (J8), розформоване наприкінці 2017 року) та Військово-медичного департаменту Міністерства оборони України (розформовано на початку 2018 року).
Основна мета створення структури — налагодження ефективної системи медичного забезпечення у відповідності до потреб Збройних Сил України та стандартів НАТО. Відповідно до програми розвитку медичних сил України вже у лютому 2020 було ГВМУ переформовано у новий керівний орган управління Медичної служби України — Командування Медичних сил Збройних Сил України.

## Структура
- Командування Головного військово-медичного управління;
- Оперативно-медичне управління
- Лікувально-профілактичне управління
- Управління медичного постачання
- Управління персоналу, підготовки та міжнародного співробітництва
- Фінансово-економічна служба
- Адміністративний відділ
- Служба охорони державної таємниці

## Керівництво
Начальник Головного військово-медичного управління — начальник медичної служби Збройних Сил України
- полковник медичної служби Охонько Олександр Васильович (т.в.о. у 2018 р.)
- генерал-майор медичної служби Хоменко Ігор Петрович (з 2018—2020)[1][2]